# Sam Walker (golfer)
Samuel J. Walker (Birmingham, 1 maart 1978) is een Engelse voormalig professioneel golfer.

## Carrière
Walker werd in 2000 professioneel golfer. Hij speelde aanvankelijk op de PGA Mastercard Tour (vanaf 2002 op de PGA EuroPro Tour) en de Challenge Tour. Daarnaast speelde Walker regelmatig toernooien op de Europese PGA Tour waar hij zijn beste seizoen kende in 2007, met een 80e plaats op Order of Merit van de Europese tour als resultaat. In 2006 won Walker op de Murcar Links Golf Club de Scottish Challenge van de Challenge Tour. 
Walker maakte in 2007 ook zijn debuut op de US Open op Oakmont. Als nieuwkomer stond hij na enkele holes even aan de leiding maar Walker viel daarna sterk terug en hij haalde de cut niet. Op de British Masters eindigde Walker even later op de vierde plaats, zijn beste resultaat op de Europese PGA Tour. Nadien volgde winst op de Allianz Open Côtes d'Armor Bretagne in 2010 en de Scottish Hydro Challenge in 2012, beiden op de Challenge Tour. In 2016 volgden overwinningen op de Vierumäki Finnish Challenge en de Kazakhstan Open waardoor Walker op de vijfde plaats eindigde in de Order of Merit van de Challenge Tour. Als gevolg hiervan mocht Walker opnieuw een volledig seizoen spelen op de Europese PGA Tour. In de loop van 2018 beëindigde Walker zijn carrière als professioneel golfer.

### Overwinningen
| Jaar | Toernooi                            | Tour                |
| ---- | ----------------------------------- | ------------------- |
| 2000 | Hawkstone Park                      | PGA Mastercard Tour |
| 2007 | Scottish Challenge                  | Challenge Tour      |
| 2010 | Allianz Open Côtes d'Armor Bretagne | Challenge Tour      |
| 2012 | Scottish Hydro Challenge            | Challenge Tour      |
| 2016 | Vierumäki Finnish Challenge         | Challenge Tour      |
| 2016 | Kazakhstan Open                     | Challenge Tour      |

### Resultaten op deMajors
| Major                 | 2000 | 2001 | 2002 | 2003 | 2004 | 2004 | 2005 | 2006 | 2007 | 2008 | 2009 | 2010 | 2011 | 2012 | 2013 | 2014 | 2015 | 2016 | 2017 | 2018 |
| --------------------- | ---- | ---- | ---- | ---- | ---- | ---- | ---- | ---- | ---- | ---- | ---- | ---- | ---- | ---- | ---- | ---- | ---- | ---- | ---- | ---- |
| U.S. Open             |      |      |      |      |      |      |      | CUT  |      |      |      |      |      |      |      |      |      |      |      |      |
| The Open Championship |      |      |      |      |      |      |      |      |      |      |      |      |      | CUT  |      |      |      |      |      |      |

CUT = miste de cut halverwege

## Trivia
- Walker is een volle neef van tourspeler Tom Whitehouse.